# Philip Dalhausser

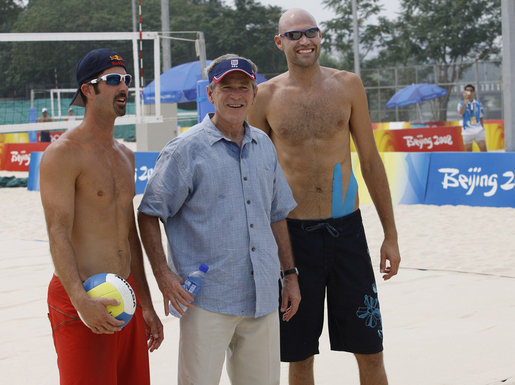
Todd Rogers, George W. Bush et Phil Dalhausser aux Jeux olympiques de 2008

Philip "Phil" Peter Dalhausser, né le 26 janvier 1980 à Baden (Suisse), est un joueur de beach-volley américain, champion olympique de la discipline. Il faisait équipe avec Todd Rogers jusqu'en décembre 2012.

## Carrière
Philip Dalhausser faisait équipe avec Todd Rogers depuis 2005, formant alors l'une des plus fortes paires de beach volleyeurs du Circuit FIVB. Pour une raison méconnue, le prolifique duo s'est séparé fin 2012.[réf. nécessaire]

## Palmarès
- Jeux olympiques d'été
  -  Médaille d'or avec Todd Rogers des Jeux olympiques de 2008 à Pékin

- Championnats du monde de beach volley
  -  Médaille d'or du Championnat du monde FIVB 2007 à Gstaad
  -  Médaille de bronze du Championnat du monde FIVB 2009 à Stavanger